# Purpendicular
Purpendicular ist das 15. Studioalbum der englischen Rockband Deep Purple. Es erschien im Februar 1996 bei BMG Records (weltweit) bzw. im April 1996 CMC International/Prominent Records (USA).

## Geschichte
Das Album war das erste mit dem neuen Gitarristen Steve Morse (Dixie Dregs). Der Titel ist ein Wortspiel mit „perpendicular“ (senkrecht, aufrecht) und dem Bandnamen. Das Album wurde bei Greg Rike Productions in Orlando, Florida aufgenommen; von Februar bis Oktober 1995 wurde die Produktion von den Toningenieuren Darren Schneider und Keith Andrews betreut. Das Album fiel experimenteller aus als zuvor.

## Rezeption
Die Webseite Allmusic vergab 3 von 5 Sternen. Glen Miller nannte das Album das „abenteuerlichste“ in der Karriere von Deep Purple. Er lobte vor allem Sometimes I Feel Like Screaming als „beste[n] Song der Band seit Jahren“.

## Titelliste
Alle Stücke geschrieben von Ian Gillan, Roger Glover, Jon Lord, Steve Morse und Ian Paice.
1. Vavoom: Ted the Mechanic – 4:17
2. Loosen My Strings – 5:59
3. Soon Forgotten – 4:47
4. Sometimes I Feel like Screaming – 7:31
5. Cascades: I'm Not Your Lover – 4:43
6. The Aviator – 5:20
7. Rosa’s Cantina – 5:12
8. A Castle Full of Rascals – 5:11
9. A Touch Away – 4:36
10. Hey Cisco – 5:53
11. Somebody Stole My Guitar – 4:09
12. The Purpendicular Waltz – 4:43
13. Don't Hold Your Breath – 4:39 (Japan-Bonus)